# 扁豪猪螈属
扁豪猪螈（学名：Platyhystrix，意为“扁平的豪猪”）又名帆螈。是一种具有独特背帆的离片椎类两栖动物，类似于与其无亲缘关系的一些合弓纲动物，如基龙属和异齿龙属等。生存于石炭纪末至二叠纪早期的现今德克萨斯州地区。

## 古生物学

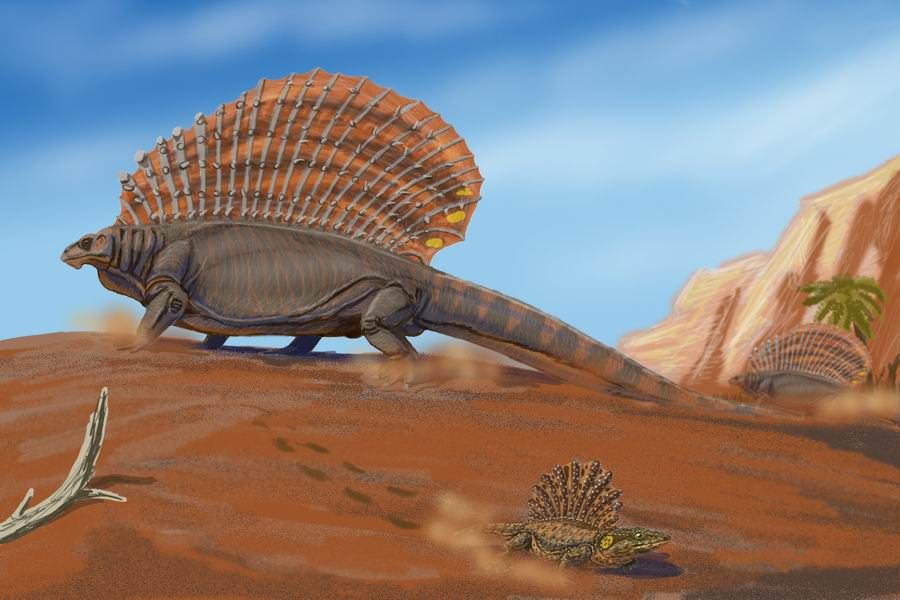
扁豪猪螈（近）与基龍（远）

扁豪猪螈可能是其他大型离片椎类（如引螈属）或大型肉食性爬行动物的猎物，他们在干旱的二叠纪更为常见。扁豪猪螈具有庞大且强壮的头骨，紧凑的身体包括尾巴约长1米（3.3英尺），四肢短而坚固，表明他们可能主要在陆上生活
扁豪猪螈相当独特，其背部的脊椎骨大幅度延长，形成了由皮肤覆盖的背帆。该结构可能用于调节体温，类似其他具有相似外观的动物，如盘龙目（基龙属和异齿龙属等）。背部也被坚硬的厚骨板覆盖，与其近亲巨头螈类似

## 独特的背帆
扁豪猪螈背部的背帆最初被认为是延长的神经棘（类似盘龙目等），这些背帆显示出了与现存具有皮内成骨的鳖或角蛙类似的矿化纤维与类胶合板组织的皮肤痕迹。其背帆与椎骨的融合表面，这种独特的背帆可能与其他关系较近的二叠纪双顶螈类的皮内成骨同源。推测其背帆发育可能是由其皮肤骨化及纤维性结缔组织（连接背帆的韧带）的组织化生共同产生的。扁豪猪螈可能是已知史上最早发生皮内成骨与椎骨中，皮肤软骨共同骨化的古生代四足动物。